# Thomas Webster (voile)
Pour les articles homonymes, voir Thomas Webster.
Thomas Campbell Webster est un skipper américain né le 25 décembre 1909 à Los Angeles (Californie) et mort le 31 janvier 1981 à Los Angeles.

## Carrière
Il est sacré champion olympique de voile aux Jeux olympiques d'été de 1932 à Los Angeles en classe 8 Metre sur le voilier Angelita. 